# Amara fritzhiekei
Amara fritzhiekei là một loài bọ chân chạy, có ở Trung Quốc, Nga, Mông Cổ, và CHDCND Triều Tiên.